# Piramida Dżesera
Piramida Dżesera (Dżosera) – piramida schodkowa w Sakkarze, zbudowana około 2650 p.n.e., najstarsza spośród egipskich piramid. Zaprojektowana przez Imhotepa, stanowiła miejsce pochówku faraona Dżesera.
Ta monumentalna budowla kamienna stanowi część kompleksu grobowego, złożonego z samej piramidy, umieszczonej w północnej części kompleksu, oraz otaczających ją kaplic i dziedzińców o różnym przeznaczeniu. Całość otoczono murem o wysokości 10 m. Sama piramida ma wymiary podstawy 121 ×109 m oraz wysokość 62,5 m. Zbudowana jest z sześciu segmentów w kształcie mastab.
Przeprowadzone prace badawcze (wykopaliska) świadczą o sześciokrotnej zmianie planów budowli. Pierwotnie mastaba miała wysokość 7,9 m i nie była widoczna zza otaczającego ją muru. Po dodaniu kolejnych segmentów zaczęła dominować nad otoczeniem.
Mastaba była rozbudowywana nie tylko wzwyż, ale i poziomo. Magazyny, w których umieszczano wyposażenie grobowe, zostały umieszczone w podziemiach oraz w przylegających do piramidy zabudowaniach. Komora grobowa została umieszczona w południowej części temenosu.
Teren wokół piramidy został tak zagospodarowany, aby stworzyć miniaturę stolicy, iluzję budowli niezbędnych do życia faraonowi. Zbudowano dziedziniec z podium, aby król mógł świętować kolejne rocznice panowania, postawiono szereg kaplic-symboli świątyń całego Egiptu, umieszczono miniatury pałaców królewskich.
Pomimo użycia nowego budulca, jakim był kamień, grobowiec posiada wiele cech charakterystycznych dla budowli wykonywanych z cegły. Bloki kamienne użyte do licowania ścian otaczających piramidę budowli wykonano tak, by imitował kształtem suszoną cegłę. Wejście do wnętrza piramidy zostało tak wyrzeźbione, że przypomina zrolowaną matę do środka albo drewnianą konstrukcję. Ściany korytarzy wzmocnione są kolumnami o kształcie podobnym do drewnianych słupów albo wiązek trzcin, żłobkowania sufitu imitują stropy z pni palmowych.
Nowe elementy rozwiązań dekoracji to dwa fryzy: fryz kobr mających chronić władcę przed złymi mocami oraz tzw. hekeron – fryz z szeregu figur stylizowanych na kształt witki trzcinowej związanej w regularnych odstępach. Te dwa motywy weszły do kanonu zdobnictwa monumentalnych budowli egipskich.
Zespół grobowy ozdobiono licznymi posągami. Wewnątrz zamurowanej komory (zwanej serdabem) umieszczono posąg samego króla Dżosera, ubranego w odświętne szaty i siedzącego na tronie. Przez otwory w ścianie mógł on też obserwować składane ofiary. Wyraz jego twarzy, pełen powagi i spokoju, był naśladowany w późniejszych wyobrażeniach faraonów.

## Galeria

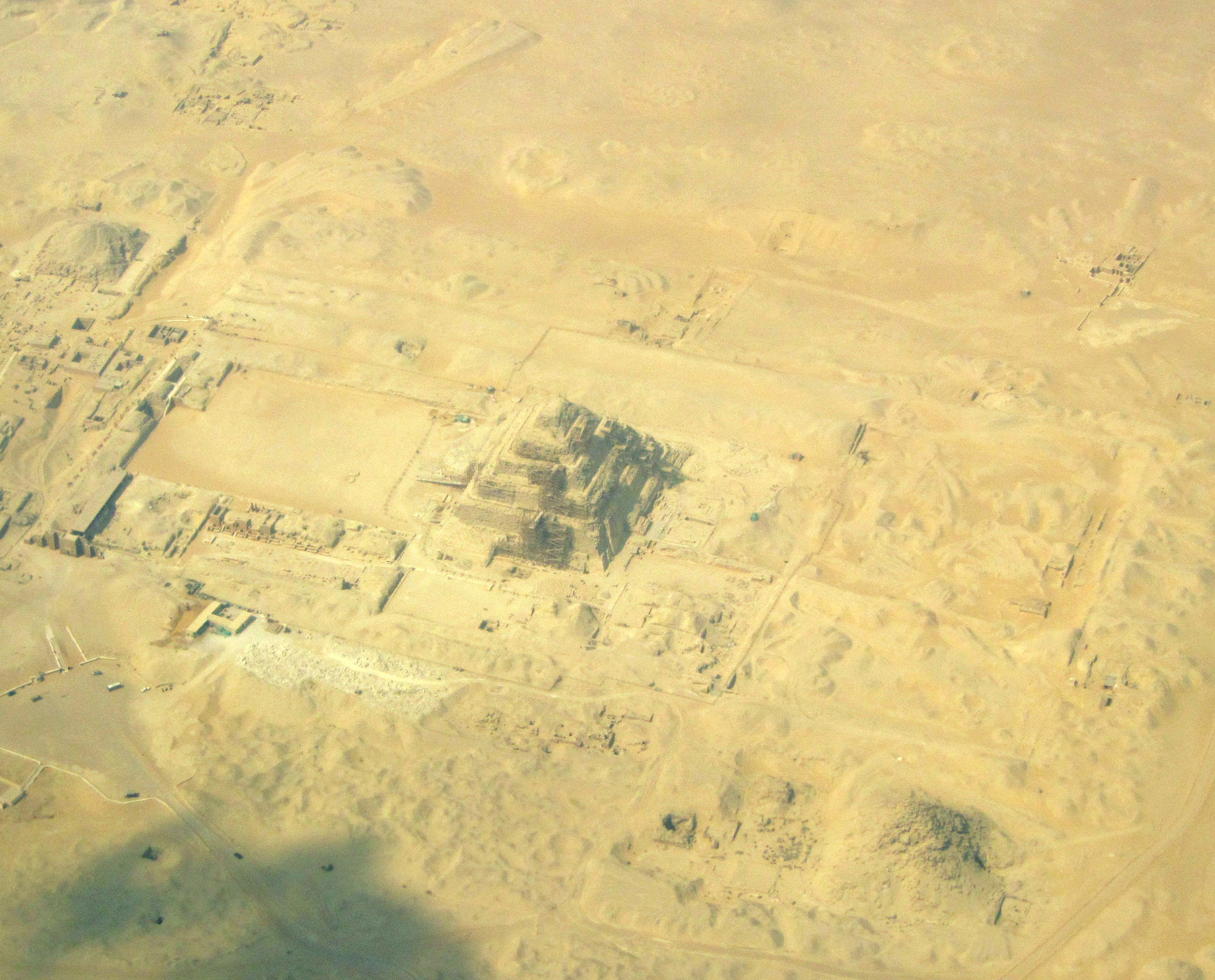
Widok z lotu ptaka
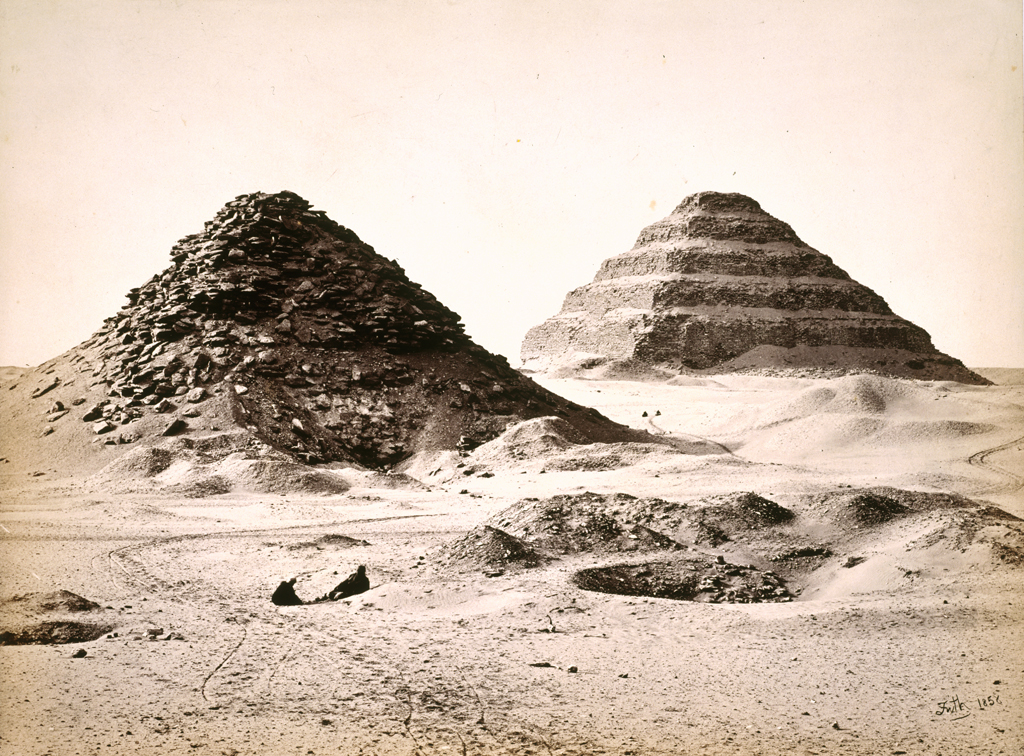
Piramidy Dżesera i Userkafa na zdjęciu Francisa Fritha (1858)
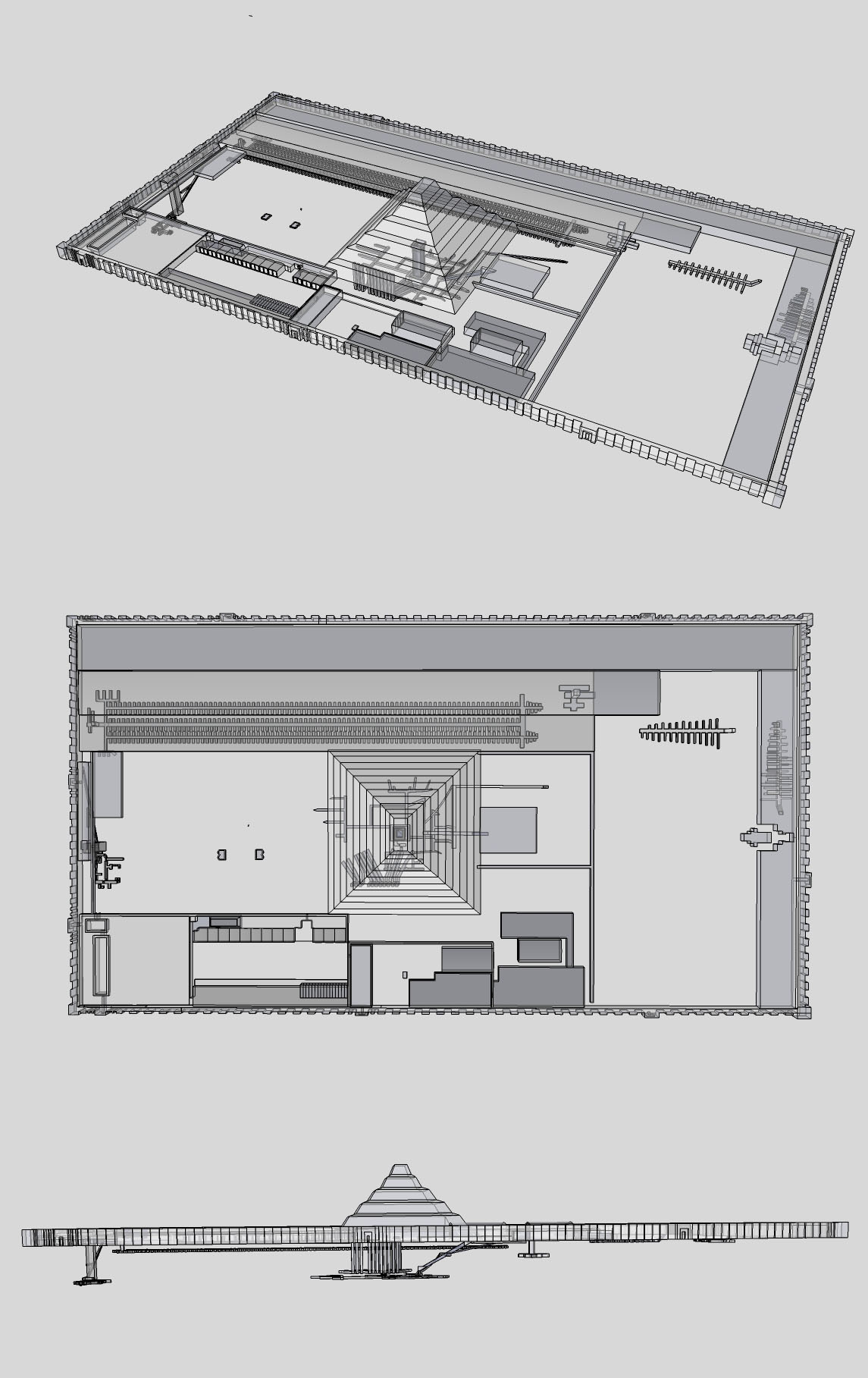
Plan nekropolii otaczającej piramidę Dżesera
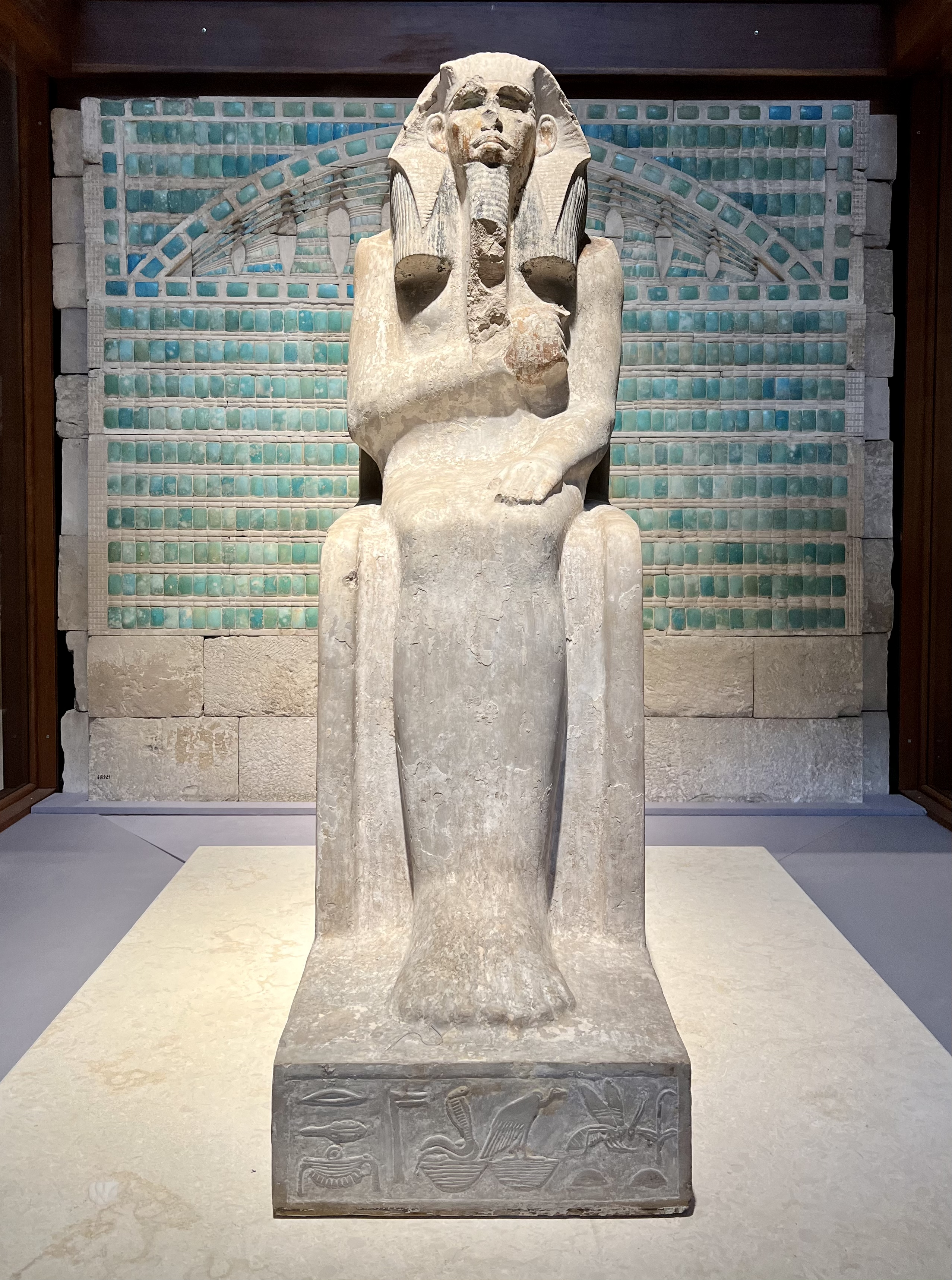
Znaleziony w piramidzie posąg Dżesera, obecnie w Muzeum Egipskim w Kairze